# Bjørg Eva Jensen
Bjørg Eva Jensen (Larvik, 15 februari 1960) is een voormalig Noors schaatsster.

## Carrière
Jensen nam zowel in 1980 als in 1984 deel aan de Olympische Winterspelen. Ze nam vijf keer deel aan zowel het WK voor Junioren, het Europees kampioenschap en het WK Sprint. Aan het WK Allround nam ze acht keer deel.
Als 15-jarig meisje deed ze al mee aan het WK Junioren 1976, echter zonder succes. De jaren erna was ze wel succesvol op het WK voor junioren. In '77 werd ze derde, de twee jaren erna tweede en in 1980 werd ze kampioen. Daarmee is ze naast Beth Heiden ('76-'77-'78-'79), zowel bij de meisjes als bij de jongens, de enige die vier opeenvolgende jaren op het erepodium van dit toernooi stond.
Het seizoen 1979/80 was zeer succesvol voor Jensen. In de twee weken voorafgaand aan het WK voor junioren behaalde ze de derde plek op het WK Allround en werd ze zeer verrassend olympisch kampioen op de 3000 meter op de Winterspelen in Lake Placid.
In de jaren die volgden werden de prestaties steeds minder. Hoewel ze wel progressie boekte qua tijden, werd ze door de Oost-Duitse en Sovjet vrouwen voorbijgestreefd. Ze probeerde in 1988 nog wel om de Winterspelen in Calgary te halen, maar te vergeefs. Aan haar acht deelnames aan het WK Allround hield ze acht afstandmedailles over (1-3-4).
In 2022 bracht ze een boek uit over haar schaatscarrière.

## Persoonlijke records
| Afstand      | Tijd     | Datum            | Baan    |
| ------------ | -------- | ---------------- | ------- |
| 500 meter    | 42,20    | 3 april 1978     | Medeo   |
| 1000 meter   | 1.24,30  | 10 maart 1979    | Larvik  |
| 1500 meter   | 2.08,61  | 15 januari 1984  | Medeo   |
| 3000 meter   | 4.29,28  | 14 februari 1982 | Inzell  |
| 5000 meter   | 7.50,4   | 27 december 1982 | Larvik  |
| 10.000 meter | 16.49,82 | 7 maart 1985     | Savalen |

### Wereldrecords
| Nr.  | Afstand                 | Tijd     | Datum           | Baan      |
| ---- | ----------------------- | -------- | --------------- | --------- |
| jr 1 | Sprintvierkamp junioren | 184,410  | 23 januari 1977 | Trondheim |
| jr 2 | 1000 meter junioren     | 1.24,30  | 10 maart 1979   | Larvik    |
| jr 3 | Sprintvierkamp junioren | 174,475  | 11 maart 1979   | Larvik    |
| 1    | 10.000 meter            | 16.49,82 | 7 maart 1985    | Savalen   |

### Wereldrecords laaglandbaan (officieus)
| Nr. | Afstand         | Tijd    | Datum               | Baan      |
| --- | --------------- | ------- | ------------------- | --------- |
| 1.  | 1000 meter      | 1.24,30 | 10 maart 1979       | Larvik    |
| 2.  | kleine vierkamp | 185,081 | 20/21 december 1980 | Kongsberg |
| 3.  | kleine vierkamp | 182,981 | 19/20 december 1981 | Groningen |

## Resultaten
| Jaar | EK Allround | WK Allround | Olympische Spelen            | WK Sprint | WK Junioren |
| ---- | ----------- | ----------- | ---------------------------- | --------- | ----------- |
| 1976 |             |             |                              | DQ2       | NS3         |
| 1977 |             |             |                              | 8e        | Brons       |
| 1978 |             | 4e          |                              | 25e       | Zilver      |
| 1979 |             | 4e          |                              | 8e        | Zilver      |
| 1980 |             | Brons       | 12e 1000m · 4e 1500m · 3000m |           | Goud        |
| 1981 | 4e          | 4e          |                              | 13e       |             |
| 1982 | 5e          | 6e          |                              |           |             |
| 1983 | 5e          | 7e          |                              |           |             |
| 1984 | 8e          | 9e          | 16e 1000m 8e 1500m 7e 3000m  |           |             |
| 1985 |             |             |                              |           |             |
| 1986 |             | 15e         |                              |           |             |
| 1987 |             |             |                              |           |             |
| 1988 | 15e         |             |                              |           |             |

### Medaillespiegel
| Kampioenschap     | Goud · | Zilver · | Brons · |
| ----------------- | ------ | -------- | ------- |
| Olympische Spelen | 1      | 0        | 0       |
| WK Allround       | 0      | 0        | 1       |
| WK Junioren       | 1      | 2        | 1       |

1960: Lidia Skoblikova ·
1964: Lidia Skoblikova ·
1968: Ans Schut ·
1972: Stien Baas-Kaiser ·
1976: Tatjana Averina ·
1980: Bjørg Eva Jensen ·
1984: Andrea Schöne ·
1988: Yvonne van Gennip ·
1992: Gunda Niemann ·
1994: Svetlana Bazjanova ·
1998: Gunda Niemann-Stirnemann ·
2002: Claudia Pechstein  ·
2006: Ireen Wüst ·
2010: Martina Sáblíková ·
2014: Ireen Wüst ·
2018: Carlijn Achtereekte ·
2022: Irene Schouten